# Mezinárodní cena bratrů Cyrila a Metoděje
Mezinárodní cena bratří Cyrila a Metoděje (bulharsky: наградата „Кирил и Методий”) byl čestný titul Bulharské lidové republiky udílený občanům Bulharska i cizím státním příslušníkům za významný přínos k výzkumu bulharských a slovanských jazyků.

## Historie a pravidla udílení
Cena byla založena výnosem Národního shromáždění č. 648 ze dne 29. dubna 1979. Byla udílena každý druhý rok za významný přínos pro výzkum bulharských a slovanských jazyků. Mohla být udělena jak občanům Bulharska tak cizím státním příslušníkům. Pojmenována byla po bratrech Cyrilu a Metodějovi, dvou byzantských misionářích, kteří společně vypracovali první slovanské písmo, hlaholici. Oceněným kromě medaile náležel také titul Laureát Mezinárodní ceny bratří Cyrila a Metoděje, který se v hierarchii bulharských čestných titulů řadil na sedmé místo z devíti.
Po pádu komunistického režimu přestala být cena udílena. Do té doby byla udělena 9 lidem.

## Medaile
Medaile kulatého tvaru byla pozlacena. Na přední straně byli vyobrazeni Cyril s Metodějem. Cyril v rukou držel pero a list s prvními dvěma písmeny abecedy v cyrilici. Metoděj v rukou držel knihu. Na zadní straně byly nápisy v cyrilici. Uprostřed byla uvedena první dvě písmena A a B. V půlkruhu nad písmeny byl uveden oficiální název ceny. Pod písmeny byl uveden název státu Bulharská lidová republika.
Stuha byla tvořena třemi stejně širokými pruhy v barvách bulharské státní vlajky, tedy pruhem bílé, zelené a červené barvy.